# Oberste Leimberg
Oberste Leimberg ist eine Hofschaft in der bergischen Großstadt Wuppertal.

## Lage und Beschreibung
Die Hofschaft liegt im Nordwesten der Stadt auf 230 m ü. NHN im Norden des Wohnquartiers Eckbusch des Stadtbezirks Uellendahl-Katernberg nahe der Stadtgrenze zu Velbert.
Benachbarte Wohnplätze und Ortschaften sind Römersleimberg, Unterste Leimberg, Schultenleimberg, Am Lindgen, Hugenbruch, Auf dem Hufen, Asbruch, Alter Triebel, Bäumchen, Schönfeld, Eigen und Römershäuschen.

## Geschichte
Der Ort ist auf der Topographischen Aufnahme der Rheinlande von 1824 zusammen mit den Wohnplätzen Römersleimberg und Unterste Leimberg als Leimberger Höfe und auf der Preußischen Uraufnahme von 1843 als Ob. Leimberg eingezeichnet. Auf Messtischblättern trägt der Ort den Namen Oberste Leimberg.
Im 19. Jahrhundert gehörte Oberste Leimberg zu der Bauerschaft Kleine Höhe der Bürgermeisterei Hardenberg, die 1935 in Neviges umbenannt wurde. Damit gehörte es von 1816 bis 1861 zum Kreis Elberfeld und ab 1861 zum alten Kreis Mettmann.
1888 lebten in Oberste Leimberg acht Einwohner in einem Wohnhaus.
Durch die nordrhein-westfälische Gebietsreform kam Neviges mit Beginn des Jahres 1975 zur Stadt Velbert und die östlichen Außenortschaften von Neviges um Oberste Leimberg wurden in Wuppertal eingemeindet.